# Michael von Deinlein
Michael von Deinlein (né le 26 octobre 1800 à Hetzles, mort le 4 janvier 1875 à Bamberg) est archevêque de Bamberg de 1858 à sa mort.

## Biographie
Michael von Deinlein étudie après l'abitur la théologie et la philosophie à Bamberg. Le 18 novembre 1824, il est ordonné prêtre. Il devient chapelain de la cathédrale et pasteur de 1827 à 1830. Il est ensuite professeur de théologie morale au Lyceum de Bamberg, en 1841, il est capitulaire de la cathédrale et vicaire général en 1844.
En 1853, le pape Pie IX le nomme évêque auxiliaire de Bamberg et évêque titulaire d'Adramytte (de). Il reçoit la consécration épiscopale le 20 novembre 1853 de la part de Karl August von Reisach. De 1851 à 1856, il est président de la société d'histoire de Bamberg. En 1856, il est anobli en même temps que l'ordre du mérite civil de la Couronne de Bavière. Il est nommé évêque d'Augsbourg la même année puis archevêque de Bamberg en 1858. Il est invité à la 19e Katholikentag. Deinlein s'oppose au dogme de l'infaillibilité pontificale lors du premier concile œcuménique du Vatican. L'évêque quitte le concile prématurément afin de ne pas participer au vote.